# Choi Kang-hee
Choi Kang-hee (12 de abril de 1959) é um ex-futebolista profissional e treinador coreano, que atuava como defensor.

## Carreira
Choi Kang-hee fez parte do elenco da Seleção Coreana de Futebol da Copa do Mundo de 1990.